# Indium-115
Indium-115 of 115In is een isotoop van indium. Het is een van de twee stabiele isotopen van het element, naast indium-113. De abundantie op Aarde bedraagt 95,71%. Omdat de halfwaardetijd - 4,408 × 1014 jaar - duizenden malen groter is dan de leeftijd van het universum, kan deze isotoop de facto als stabiel worden beschouwd. Vervalt indium-115, dan is dat door β−-verval naar de stabiele isotoop tin-115:
{\displaystyle {\ce {{^{115}_{49}In}->{^{115}_{50}Sn}+{e^{-}}+{\bar {\nu }}_{e}}}}
Indium-115 ontstaat onder meer bij het radioactief verval van cadmium-113 en tin-113. Op aarde is het is tevens een primordiaal nuclide, wat impliceert dat het reeds bestond toen de aarde gevormd werd.
96In · 97In · 98In · 98mIn · 99In · 99mIn · 100In · 101In · 101mIn · 102In · 103In · 103mIn · 104In · 104mIn · 105In · 105mIn · 106In · 106mIn · 107In · 107mIn · 108In · 108mIn · 109In · 109m1In · 109m2In · 110In · 110mIn · 111In · 111mIn · 112In · 112m1In · 112m2In · 112m3In · 113In · 113mIn · 114In · 114m1In · 114m2In · 114m3In · 115In · 115mIn · 116In · 116m1In · 116m2In · 117In · 117mIn · 118In · 118m1In · 118m2In · 119In · 119m1In · 119m2In · 120In · 120m1In · 120m2In · 121In · 121mIn · 122In · 122m1In · 122m2In · 123In · 123mIn · 124In · 124mIn · 125In · 125mIn · 126In · 126mIn · 127In · 127mIn · 128In · 128m1In · 128m2In · 129In · 129m1In · 129m2In · 130In · 130m1In · 130m2In · 131In · 131m1In · 131m2In · 132In · 133In · 133mIn · 134In · 135In · 136In · 137In